# Leutkirch (Salem)
Leutkirch gehört zur Ortschaft Neufrach und ist somit Teil der baden-württembergischen Gemeinde Salem im Bodenseekreis in Deutschland.

## Geographie

### Geographische Lage
Das 1220 erstmals erwähnte Leutkirch liegt südöstlich von Neufrach, südlich des Leutkircher Waldes und zwischen den ebenfalls zu Salem gehörenden Ortsteilen Wespach und Mittelstenweiler auf einer Höhe von etwa 465 m ü. NHN.

### Schutzgebiete
Bei Leutkirch sind durch die LUBW drei kleine Biotope ausgewiesen: das „Hangquellmoor südlich Leutkirch“, „Hecken und Schilfröhricht südwestlich Leutkirch“ sowie der „Galeriewald am Weg zwischen Leutkirch und Wespach“.

#### Naturdenkmale
Des Weiteren stehen an der Straße von Neufrach nach Mittelstenweiler zwei seit 1989 als Naturdenkmale ausgewiesene Stieleichen (Quercus robur), auch Sommereichen oder Deutsche Eichen genannt.

## Bauwerke
An der Straße nach Wespach steht die um 1200 erbaute Katholische Filialkirche Mariä Himmelfahrt. Im Jahr 1210 wurde sie von den Herren von Rohrdorf dem Kloster Salem übertragen. Nach Erweiterungen und Umbauten im 15. Jahrhundert und 1735 unter Abt Konstantin Miller (1725–1745) ist das Innere heute in neubarocker Raumfassung von 1903 ausgestattet. Die ehemalige Pfarrkirche ist eine der ältesten Kirchen des Linzgaus und war lange Dekanatssitz. Seit der Eröffnung der neuen Pfarrkirche in Neufrach im Jahr 1967 ist sie Filialkirche. Zum Pfarrhof gehören neben der Kirche das aus dem 18. Jahrhundert stammende Pfarrhaus und eine Weinpresse aus dem Jahr 1756.